# Областни управители на правителството на Симеон Сакскобургготски
Областни управители в България на правителството на Симеон Сакскобургготски от 21 август 2001 г. до 1 септември 2005 г.:

## Областни управители от 2001
- Антон Велимиров Бръчков – област Благоевград
- Стефан Христов Корадов – област Бургас
- Яни Димитров Янев – област Варна
- Красимир Генчев Генчев – област Велико Търново
- Мартин Николов Дончев – област Видин
- Лъчезар Асенов Борисов – област Враца
- Цветан Маринов Нанов – област Габрово
- Иван Димитров Иванов – област Добрич
- Калин Тодоров Примов – област Кърджали
- Людмил Стоянов Спасов – област Кюстендил
- Мариян Пенчев Балев – област Ловеч
- Мариан Георгиев Цветанов – област Монтана
- Иван Василев Димитров – област Пазарджик
- Димитър Асенов Колев – област Перник
- Николай Николов Маринов – област Плевен
- Гьока Богданов Хаджипетров – област Пловдив
- Бехчет Руфат Сюлейман – област Разград
- Румен Чиприянов Януаров – област Русе
- Петко Драганов Добрев – област Силистра
- Иван Благоев Благоев – област Сливен
- Димитър Костадинов Палагачев – област Смолян
- Росен Златанов Владимиров – област София
- Олимпи Стоянов Кътев – Софийска област
- Мария Нейкова Кънева – област Стара Загора
- Бехчет Ибрахим Керим – област Търговище
- Георги Миланов Зарчев – област Хасково
- Владимир Любомиров Владов – област Шумен
- Минчо Викторов Спасов – област Ямбол

## Промени от 2002
- Иван Йорданов Витанов – област Бургас
- Йовчо Добрев Йовчев – област Шумен

## Промени от 2003
- Любомир Кирилов Дермански – област Кюстендил
- Зафир Кирилов Зарков – област Ловеч
- Нора Валентинова Чалъкова-Симеонова – област Шумен

## Промени от 2004
- Христина Янева Костадинова-Чолакова – област Сливен
- Надя Димитрова Данкинова – област Ямбол

## Промени от 2005
- Петър Георгиев Кандиларов – област Варна
- Николай Василев Русинов – област Плевен
- Люсиен Борисов Ковачев – област София
- Александър Славчев Григоров – Софийска област
- Велин Смиленов Балкански – област Хасково